# Île Millerand
Pour les articles homonymes, voir Millerand.
L’île Millerand est une île située au sud du cap Calmette en péninsule Antarctique (baie de Marguerite). Elle a été découverte par l’explorateur français Jean-Baptiste Charcot lors de sa seconde expédition et nommée en l’honneur de l’homme d’État français Alexandre Millerand. À l’est se trouve la base argentine San Martin.